# Wojtek Wolski
Wojciech „Wojtek“ Wolski (* 24. Februar 1986 in Zabrze) ist ein ehemaliger polnisch-kanadischer Eishockeyspieler. Zu Beginn seiner Karriere bestritt der Flügelstürmer über 400 Partien für fünf Teams in der National Hockey League, den Großteil davon für die Colorado Avalanche, die ihn im NHL Entry Draft 2004 an 21. Position ausgewählt hatte. Anschließend war er mehrere Jahre in der Kontinentalen Hockey-Liga aktiv, wobei er im Jahre 2016 den Gagarin-Pokal mit dem HK Metallurg Magnitogorsk gewann. Ferner errang Wolski mit der kanadischen Nationalmannschaft die Bronzemedaille bei den Olympischen Winterspielen 2018.

## Karriere

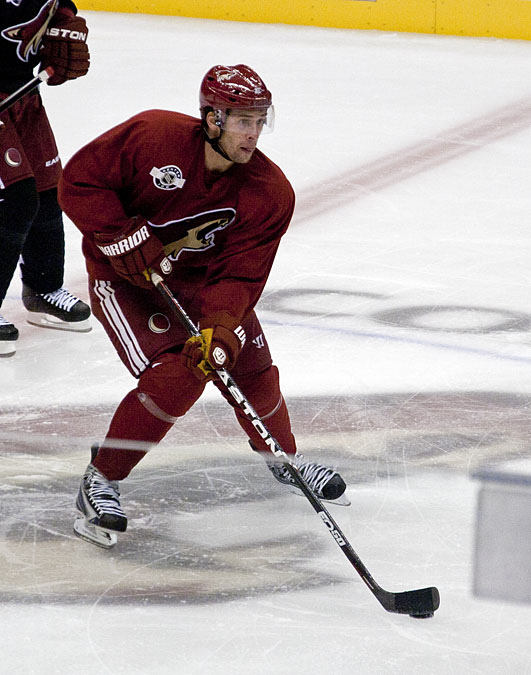
Wolski im Trainingsdress der Phoenix Coyotes

Nachdem seine Familie nach Kanada emigriert war, begann der 1,91 m große Center seine Eishockey-Karriere in den kanadischen Juniorenligen Ontario Provincial Junior A Hockey League und Ontario Hockey League, bevor er beim NHL Entry Draft 2004 als 21. in der ersten Runde von den Avalanche ausgewählt (gedraftet) wurde. Bei den Brampton Battalion war er in der Saison 2005/06 mit 128 Punkten in der regulären Saison bester Scorer des Teams und lag ligaweit an dritter Stelle hinter Rob Schremp und Dave Bolland von den London Knights.
Seine ersten neun NHL-Einsätze für Colorado absolvierte der Linksschütze zu Beginn der Saison 2005/06. Aufgrund der guten Leistungen bei den Brampton Battalion holten ihn die Avalanche zum Start der Playoffs ins Team zurück. Ab der folgenden Spielzeit gehörte er ebenfalls zum Kader der Avalanche und schaffte in dieser Saison mit 50 Punkten in 76 Spielen den Durchbruch in der NHL.
2007 wurde Wojtek Wolski für das im Rahmenprogramm des NHL All-Star Game stattfindende YoungStars Game nominiert, bei dem er für das Team der Western Conference auflief.
In den folgenden Jahren war er als Stammspieler in Colorado stets gesetzt und erzielte in vier Spielzeiten in Folge über 40 Punkte. Am 3. März 2010 wurde er im Austausch für Peter Mueller und Kevin Porter zu den Phoenix Coyotes transferiert. Im Januar 2011 wurde Wolski im Tausch gegen Michal Rozsíval an die New York Rangers abgegeben. Diese transferierten ihn kurz vor der Trade Deadline, am 25. Februar 2012, im Austausch für Michael Vernace und einem Drittrunden-Wahlrecht im NHL Entry Draft 2013 zu den Florida Panthers.
Während des Lockouts spielte Wolski in polnischen Ekstraliga für KH Sanok und wechselte anschließend zu den Washington Capitals. Nach der verkürzten Saison wechselt Wolski in die Kontinentale Hockey-Liga und spielte dort für Torpedo Nischni Nowgorod. Für Torpedo lief er in 106 Spielen der Regular Season auf, in denen er 42 Tore und 39 Assists sammelte. Zudem absolvierte er 12 Play-off-Partien für den Klub und nahm am KHL All-Star Game 2015 teil. Im Mai 2015 wechselte er innerhalb der KHL zu HK Metallurg Magnitogorsk, wo er einen Zweijahresvertrag erhielt.
Vor der Saison 2017/18 wechselte Wolski innerhalb der KHL zu Kunlun Red Star, kehrte aber im Dezember 2017 im Tausch gegen Nich Schaus zu Metallurg zurück. Beim Channel One Cup 2017 debütierte er für die kanadische Nationalmannschaft, um sich für den Olympiakader für die Winterspiele in Pyeongchang zu empfehlen. Dort gewann er mit dem Team schließlich die Bronzemedaille.
Im Dezember 2019 verließ er China und schloss sich dem Schweizer HC Ambrì-Piotta an, um mit diesem am Spengler Cup 2019 teilzunehmen. Anschließend wechselte er zum Jahresende zum HC Oceláři Třinec aus der tschechischen Extraliga, wo er die Spielzeit 2019/20 beendete. Im Dezember 2020 verkündete Wolski schließlich das Ende seiner aktiven Karriere.

## Erfolge und Auszeichnungen
| - 2003 OHL First All-Rookie Team - 2004 Teilnahme am CHL Top Prospects Game - 2004 OHL First All-Star-Team - 2006 OHL Second All-Star-Team - 2006 Red Tilson Trophy | - 2006 William Hanley Trophy - 2006 NHL-Rookie des Monats Dezember - 2007 Teilnahme am NHL YoungStars Game - 2016 Gagarin-Pokal-Sieger und Russischer Meister mit dem HK Metallurg Magnitogorsk |

### International
- 2018 Bronzemedaille bei den Olympischen Winterspielen

## Karrierestatistik

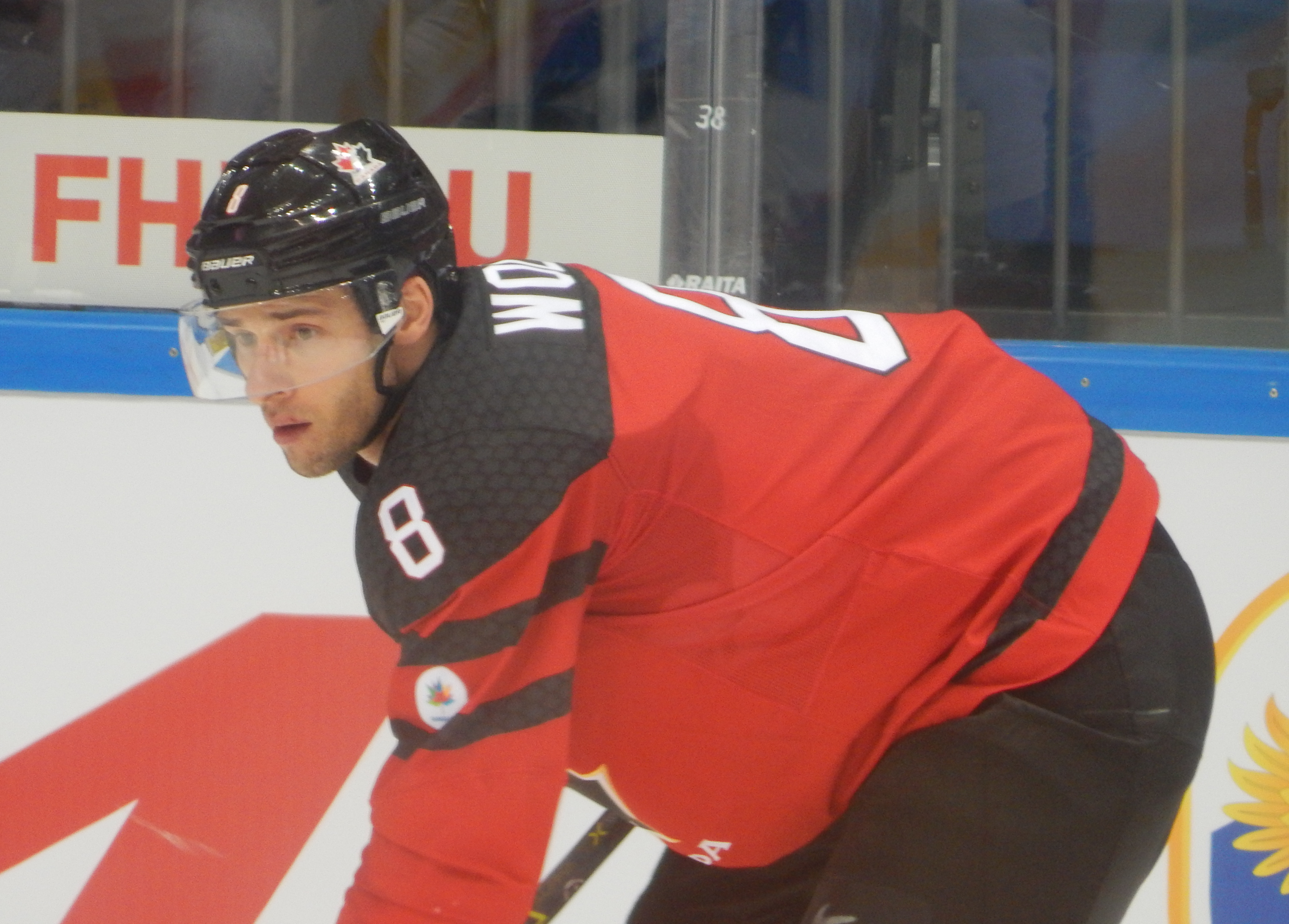
Wolski im Trikot der kanadischen Nationalmannschaft (2017)

### International
Vertrat Kanada bei:
- Olympischen Winterspielen 2018

(Legende zur Spielerstatistik: Sp oder GP = absolvierte Spiele; T oder G = erzielte Tore; V oder A = erzielte Assists; Pkt oder Pts = erzielte Scorerpunkte; SM oder PIM = erhaltene Strafminuten; +/− = Plus/Minus-Bilanz; PP = erzielte Überzahltore; SH = erzielte Unterzahltore; GW = erzielte Siegtore; 1 Play-downs/Relegation; Kursiv: Statistik nicht vollständig)